# Funeral de Estado

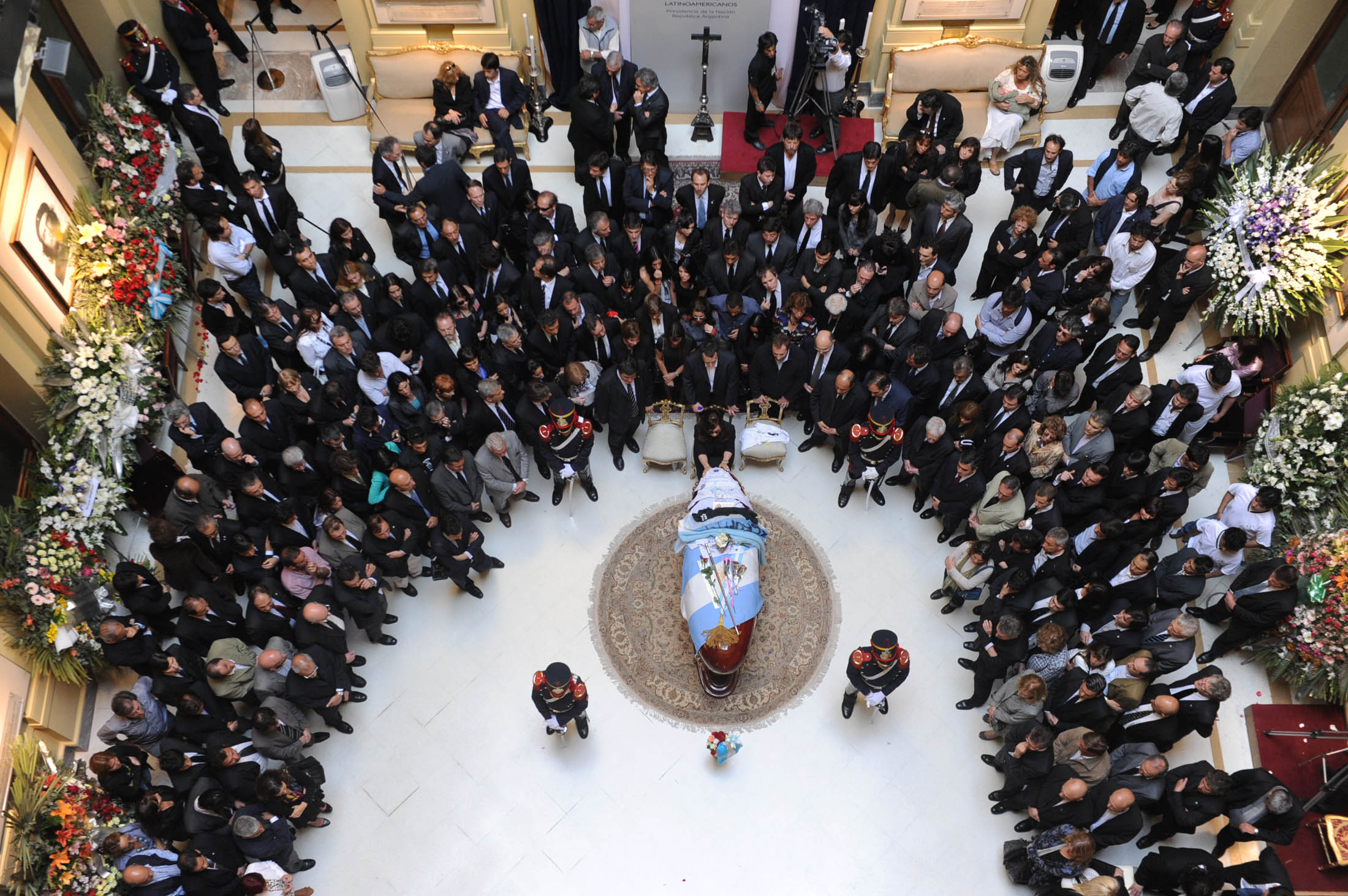
Funeral del expresidente argentino Néstor Kirchner visto desde arriba.

Un funeral de Estado es una ceremonia funeraria pública en honor de figuras políticas como los jefes de Estado o del gobierno de un país, y en ocasiones a otras personas de importancia nacional. No debe confundirse un ‘funeral de Estado’ con un funeral católico.
Estos tienden a ser autorizados o concedidos por la rama ejecutiva de la nación, en caso contrario por la rama legislativa. Muchos países mantienen protocolos que indican el tipo de persona a la que se concede (políticos, militares, realeza), en otros la decisión depende del gobierno, por ejemplo, a personas basadas en mérito.

## Argentina
En Argentina un funeral de Estado consiste generalmente en decretar duelo nacional por tres días, con la bandera nacional a media asta en todos los edificios de administración pública. Suele permitirse también que la bandera se coloque a media asta en algunas casas particulares, además de edificios públicos, como colegios o guarniciones de las Fuerzas Armadas. 
En caso de tratarse de algún militar de alto rango, puede permitirse el disparo de salvas en el comando de la rama (sea del Ejército, la Armada o la Fuerza Aérea) a la que haya pertenecido el oficial fallecido.
En el caso de tratarse del deceso de una persona que hubiera ocupado un cargo electo en la administración pública, sin importar en cual de los tres poderes (Ejecutivo, Legislativo  o Judicial) se hubiera desempeñado en su vida o al momento del deceso, se realizará un velorio público y de libre acceso en la sede correspondiente (Congreso Nacional en caso de Diputados y Senadores o la Casa Rosada en caso de Presidentes y expresidentes, por ejemplo), de forma que tanto el círculo íntimo, como también votantes y partidarios puedan darle el último adiós al fallecido.

## Chile
En Chile, los Funerales de Estado, son funerales donde se reciben honores y homenajes especiales, con la presencia de representantes del Cuerpo Diplomático, autoridades nacionales civiles y eclesiásticas, además de representantes extranjeros. 
El Funeral de Estado corresponde exclusivamente a los presidentes y expresidentes de la República. que consta de un Duelo Nacional de tres días, según establece el Decreto respectivo, consiste en que el pabellón nacional se mantendrá izado a media asta en la sede de Gobierno y en las oficinas y reparticiones públicas, además de las dependencias de las Fuerzas Armadas y de Orden y Seguridad. También se suspenden los actos y ceremonias de Gobierno que revistan el carácter de festejo.
No existe un protocolo de funeral de Estado, este es preparado por el Gobierno en conjunto con los familiares, tomando como precedente el funeral anterior añadiéndole los honores militares, tradicionalmente los funerales de Estado cuentan con las siguientes actividades:
- Se cubre el féretro del mandatario o exmandatario con la bandera de Chile durante todo el funeral
- El féretro es trasladado por cuatro senadores y cuatro diputados de la República
- El traslado del féretro se realiza en una cureña fúnebre escoltada por el Regimiento Escolta Presidencial n.º 1 «Granaderos»
- Se realizara un rito de homenajes de parte de los 3 poderes del Estado: Ejecutivo, Legislativo y Judicial:
  - Se instala la capilla ardiente en el salón de honor del Congreso Nacional donde podrá estar expuesto al público (últimamente se ha realizado en el ex congreso)
  - Homenaje en el frontis del Palacio de la Moneda, precedido por el Presidente de la República, acompañado por la Guardia de Palacio de Carabineros de Chile
  - Homenaje en el frontis del Palacio de la Corte Suprema de Chile, precedido por el Presidente de la Corte Suprema y los ministros de esta.
- Recibir honores militares de las ramas de las Escuelas Matrices de las Fuerzas Armadas
- Recibir una guardia de honor que custodie el féretro durante los durante el funeral,compuesta por 4 cadetes uno por cada una de las Escuelas Matrices de las fuerzas armadas y Carabineros
- Tradicionalmente, una Misa fúnebre en la Catedral Metropolitana de Santiago, encabezado por el Arzobispo de Santiago . (Esto también depende de la religión que pertenezca el fallecido mandatario)
- Disparo de tres salvas de cañón en honor del fallecido.
- Entrega de la bandera que acompañó el féretro, por parte del Presidente de la República al cónyuge o familiar sobreviviente.

Tras la muerte de Salvador Allende durante Golpe de Estado del 11 de septiembre de 1973, no recibió inmediatamente un funeral de Estado, sino que sus restos fueron enterrados en el Cementerio Santa Inés de Viña del Mar, sin una placa que lo identificara, en una discreta ceremonia a la que solo pudieron asistir su esposa, una hija y dos sobrinos. Sólo 18 años después, tras el fin de la Dictadura Militar, el 4 de septiembre de 1990, por órdenes del presidente Patricio Aylwin, Salvador Allende recibió un nuevo funeral, pero esta vez masivo y con los honores de Estado que le correspondían como exmandatario (exceptuando honores militares).
A la muerte de Augusto Pinochet, que gobernó entre 1973 y 1990, en 2006, el gobierno de Michelle Bachelet, le negó al fallecido dictador un funeral de Estado, recibiendo un funeral por parte del Ejército de Chile como ex Comandante en Jefe del Ejército, con la participación de la Ministra de Defensa Nacional, como representante del Gobierno.
Patricio Aylwin quien fue el primer presidente desde el retorno de la democracia, gobernó el país entre 1990 y 1994 y falleció a los 97 años, también recibió un Funeral de estado el que fue realizado entre el 20 y el 22 de abril de 2016, la entonces presidenta Michelle Bachelet decretó tres días de duelo nacional.
Sebastián Piñera quien fue el primer presidente de derecha en Chile elegido democráticamente desde 1958, y gobernó en dos periodos no consecutivos (2010-2014 y 2018-2022), es el último presidente que recibió un funeral de estado, el que se realizó entre el 7 y el 9 de febrero de 2024, además el presidente Gabriel Boric decretó tres días de duelo nacional.